# Folies bourgeoises
Folies bourgeoises és una pel·lícula dirigida per Claude Chabrol, estrenada el 1976. És una adaptació de la novel·la La desgràcia boja, de Lucie Faure.

## Argument
Les al·lucinacions d'una esposa gelosa es transmeten al seu marit novel·lista.

## Repartiment
- Bruce Dern: William Brandels
- Stéphane Audran: Claire Brandels
- Sydne Rome: Nathalie
- Jean-pedra Cassel: Jacques Lavolet, l'editor
- Ann-Margret: Charlie Minerva
- Maria Schell: Gretel
- Francis Perrin: Robert Sartre
- Curd Jürgens: el joier
- Tomás Milián: el detectiu

## Al voltant de la pel·lícula
Segons Claude Chabrol, la pel·lícula ha estat produïda per Alexander Salkind, ja que aquest últim volia obtenir la Legió d'Honor. Per aquesta raó el productor ha decidit adaptar una novel·la de Lucie Faure, esposa d'Edgar Faure. El director considera Folies bourgeoises com la seva pitjor pel·lícula.